# Джума-мечеть (Губа)
Джума-мечеть в Губе (азерб. Quba Cümə məscidi) — историческая мечеть XIX века в городе Губа Губинского района Азербайджана.

## История

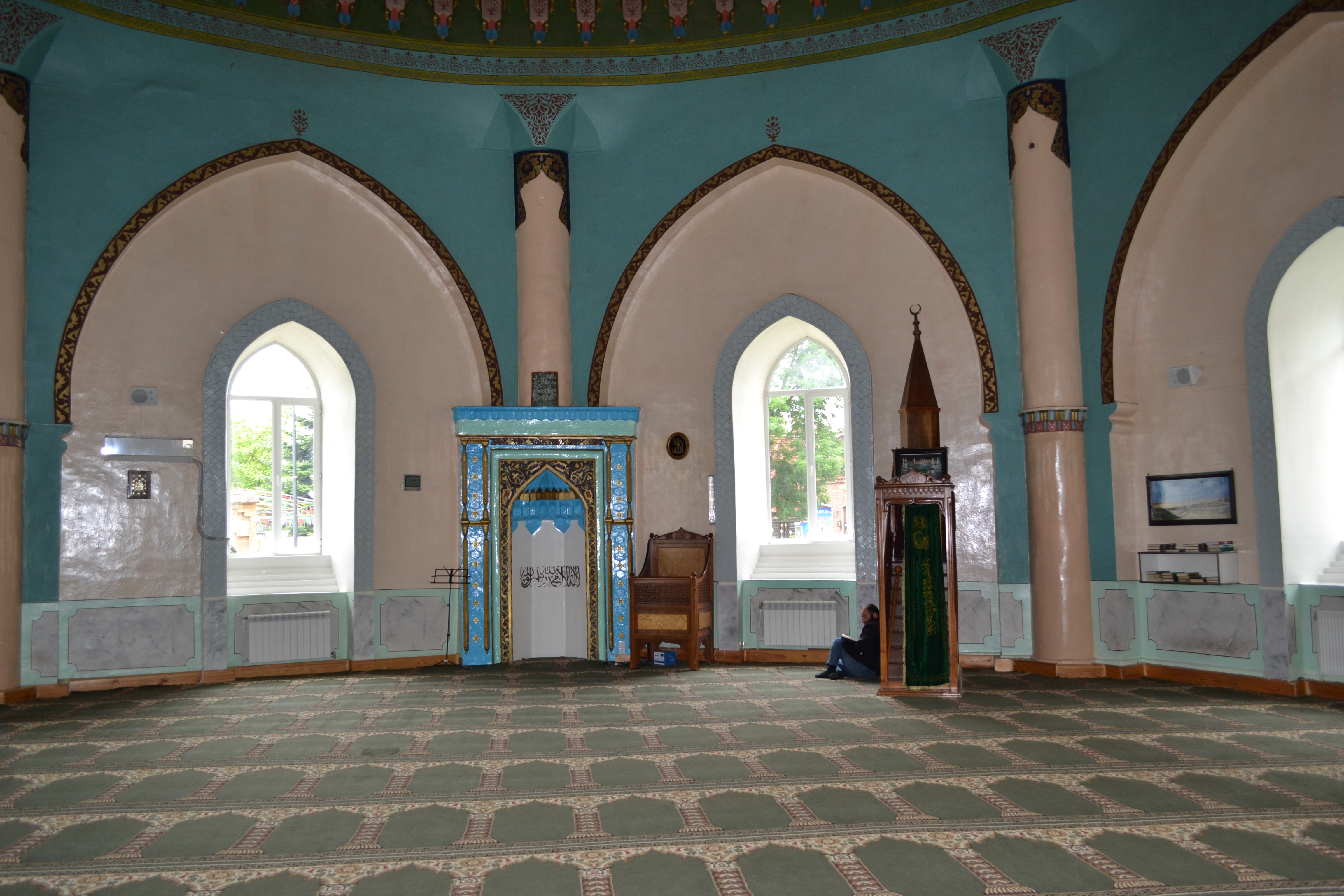
Внутри мечети

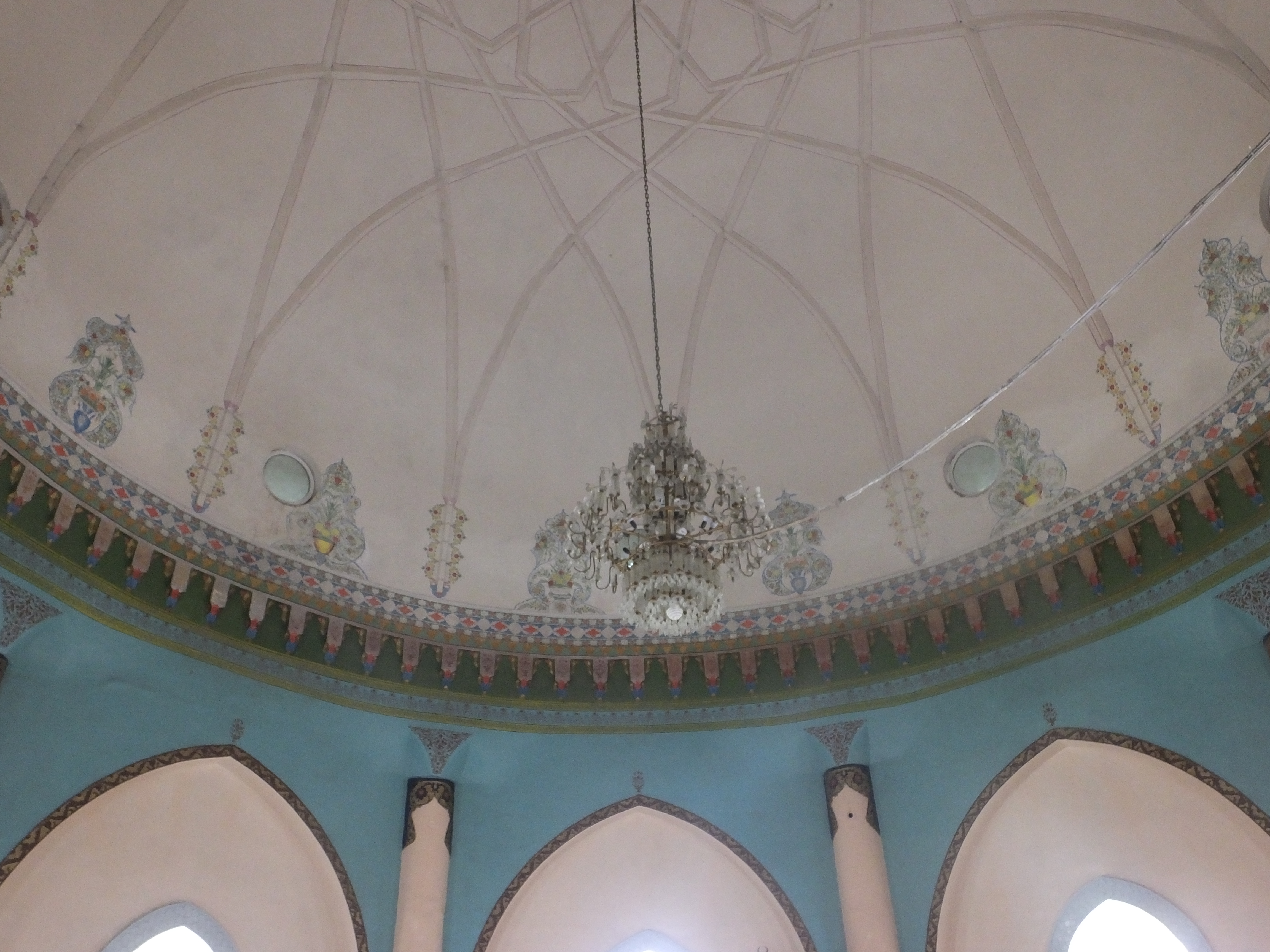
Интерьер мечети

Мечеть Джума была построена в 1802 году. Имеющаяся над михрабом надпись сообщает, что мечеть построил Гаджи Насирулах, сын Гаджи Исмаила в 1217 году  хиджры.  Строительство здания началось в 1792 году и было завершено за 10 лет с интервалами. Мечеть считается одним из древних религиозных центров не только в Губе, но и в северо-восточной части страны.
После установления советской власти в Азербайджане в 1920 году началась борьба большевиков с религией. Как и многие другие религиозные учреждения Джума-мечеть перестала функционировать. Мечеть и медресе при ней функционировали вплоть до 1924 года.  В 1933 году медресе, минареты и другие постройки были разрушены. Жители Губинского района, узнав о частичном сносе мечети, принесли туда жернова и мешки с мукой, чтобы мечеть не разрушили. Спустя какое-то время здание стали использовать как склад. Позже здание мечети функционировало как музей ковров.
В 90-х годах после обретения Азербайджаном независимости мечеть вновь вернули верующим. Министерство по делам религии Турции пожертвовало для мечети минбар. Также был построен минарет высотой 41 метр.
С 1994 года имамом мечети являлся Энвер Эфенди получивший религиозное образование в Самарканде и бывший турком-месхетинцем по национальности.

## Архитектурные особенности
Архитектура исторической мечети Джума типична для Губинского региона. План исторического здания напоминает гранёный цилиндр, и имеет форму правильного восьмиугольника, увенчанного огромным куполом, размером 16 метров в диаметре. Внутри имеется один большой зал. В центральной части мечети отсутствуют опорные колонны, что говорит о высоком мастерстве архитектора.
Кирпичи для здания заготавливали в деревне Игрыг, в десяти километрах от Губы. В основном при строительстве мечети применялись: мука, яичная темпера и известняк. Михраб мечети схож с михрабом мечети Аль-Куба в Медине.